# Effet pervers et ordre social
" Effets pervers et ordre social " est le titre de l'un des ouvrages du sociologue Raymond Boudon, publié aux éditions PUF en 1977, puis réédité à plusieurs reprises.

## Historique
L'ouvrage est publié pour la première fois en 1977,.